# The Fairly OddParents shorts
The Fairly OddParents (în română Nașii mei vrăjitori) este o serie de 10 episoade care au fost difuzate ca schițe animate în seria Nickelodeon, Oh Yeah! Cartoons din 1998 până în 2001. La 30 martie 2001, la o săptămână după ce episoadele au încheiat în Oh Yeah! Cartoons, o serie completa de spin-off cu acelasi nume, a avut premiera pe Nickelodeon.

## Episoade
| Nr. | Titlu                    | Regizat de    | Scris de                                                        | Storyboard by                | Data difuzării     |
| --- | ------------------------ | ------------- | --------------------------------------------------------------- | ---------------------------- | ------------------ |
| 1   | „The Fairly OddParents!” | Butch Hartman | Butch Hartman                                                   |                              | 4 septembrie 1995  |
| 2   | „Too Many Timmys!”       | Butch Hartman | Butch Hartman                                                   | Butch Hartman & Zac Moncrief | 25 septembrie 1995 |
| 3   | „Where's the Wand?”      | Butch Hartman | Butch Hartman Story by: Butch Hartman, Zac Moncrief & Bob Boyle |                              | 2 octombrie 1995   |
| 4   | „Party of Three”         | Butch Hartman | Butch Hartman                                                   | Bob Boyle & Butch Hartman    | 2 ianuarie 1996    |
| 5   | „The Fairy Flu!”         | Butch Hartman | Butch Hartman                                                   | Sean Bishop & Butch Hartman  | 1 mai 1996         |
| 6   | „The Temp”               | Butch Hartman | Butch Hartman Story by: Butch Hartman & Steve Marmel            | Butch Hartman                | 24 iulie 1996      |
| 7   | „The Zappys”             | Butch Hartman | Butch Hartman Story by: Butch Hartman & Steve Marmel            |                              | 31 decembrie 1997  |
| 8   | „Scout's Honor”          | Butch Hartman | Butch Hartman Story by: Butch Hartman & Steve Marmel            |                              | 17 ianuarie 1998   |
| 9   | „The Really Bad Day!”    | Butch Hartman | Butch Hartman Story by: Butch Hartman & Steve Marmel            |                              | 8 decembrie 1999   |
| 10  | „Super Humor”            | Butch Hartman | Story by: Butch Hartman, Steve Marmel & Mike Bell               | Butch Hartman                | 23 martie 2001     |